# Национално знаме на Ниуе
Националното знаме на Ниуе е прието на 15 октомври 1975 година. Знамето е със златисто жълт фон и в горния му ляв ъгъл е разположено знамето на Великобритания с пет звезди в него, като тази в центъра е на син кръг. Жълтият цвят символизира изгрева, както и топлото гостоприемство към новозеландския народ. Британският флаг символизира британската, а впоследствие новозеландската, протекция над островите. Петте звезди символизират съзвездието Южен кръст.